# Mori Takashi
Takashi Mori (sinh ngày 4 tháng 3 năm 1985) là một cầu thủ bóng đá người Nhật Bản.

## Sự nghiệp câu lạc bộ
Takashi Mori đã từng chơi cho Nagoya Grampus Eight.